# Lista de recordes estabelecidos nos Jogos Olímpicos de Verão de 2020
A presente lista tem como função reunir os diversos recordes mundiais e olímpicos que foram quebrados ao longo de 17 dias dos Jogos Olímpicos de Verão de 2020 em Tóquio, em seus quase 306 eventos e 40 modalidades esportivas distintas.

## Tiro com Arco
| Evento              | Rodada       | Atleta                              | CON               | Pontuação | Data        | Recorde |
| ------------------- | ------------ | ----------------------------------- | ----------------- | --------- | ----------- | ------- |
| Individual feminino | Ranqueamento | An San                              | KOR Coreia do Sul | 680       | 23 de Julho | [ 1 ]   |
| Equipes femininas   | Ranqueamento | An San Jang Min-hee Kang Chae-young | KOR Coreia do Sul | 2032      | 23 de Julho | [ 2 ]   |
| Equipes mistas      | Ranqueamento | Kim Je-deok An San                  | KOR Coreia do Sul | 1368      | 23 de Julho | [ 3 ]   |

## Atletismo
| Evento                        | Rodada                   | Atleta                                                                        | CON                | Tempo (distância) | Data        | Recorde |
| ----------------------------- | ------------------------ | ----------------------------------------------------------------------------- | ------------------ | ----------------- | ----------- | ------- |
| Revezamento 4x400 m misto     | Rodada 1                 | Dariusz Kowaluk Iga Baumgart-Witan Małgorzata Hołub-Kowalik Kajetan Duszyński | POL Polônia        | 3:10.44           | 30 de Julho | [ 4 ]   |
| Revezamento 4x400 m misto     | Final                    | Karol Zalewski Natalia Kaczmarek Justyna Święty-Ersetic Kajetan Duszyński     | POL Polônia        | 3:09.87           | 31 de Julho | [ 5 ]   |
| 100 m feminino                | Final                    | Elaine Thompson Herah                                                         | JAM Jamaica        | 10.61             | 31 de Julho | [ 6 ]   |
| 100 m com barreiras feminino  | Semifinal                | Jasmine Camacho-Quinn                                                         | PUR Porto Rico     | 12.26             | 1 de Agosto | [ 7 ]   |
| Salto triplo feminino         | Final                    | Yulimar Rojas                                                                 | VEN Venezuela      | 15.67 m           | 1 de Agosto | [ 8 ]   |
| 200 m feminino                | Rodada 1                 | Christine Mboma                                                               | NAM Namíbia        | 22.11             | 2 de Agosto | WU20R   |
| 200 m feminino                | Semifinal                | Christine Mboma                                                               | NAM Namíbia        | 21.97             | 2 de Agosto | WU20R   |
| 400 m com barreiras masculino | Final                    | Karsten Warholm                                                               | NOR Noruega        | 45.94             | 3 de Agosto | [ 11 ]  |
| 200 m feminino                | Final                    | Christine Mboma                                                               | NAM Namíbia        | 21.81             | 3 de Agosto | WU20R   |
| Decatlo masculino             | 100 metros               | Damian Warner                                                                 | CAN Canadá         | 10.12             | 4 de Agosto | =WDB    |
| Decatlo masculino             | Salto em distância       | Damian Warner                                                                 | CAN Canadá         | 8.24 m            | 4 de Agosto | ODB     |
| 400 m com barreiras feminino  | Final                    | Sydney McLaughlin                                                             | USA Estados Unidos | 51.46             | 4 de Agosto | [ 15 ]  |
| Decatlo masculino             | 110 metros com barreiras | Damian Warner                                                                 | CAN Canadá         | 13.46             | 5 de Agosto | ODB     |
| Arremesso de peso masculino   | Final                    | Ryan Crouser                                                                  | USA Estados Unidos | 23.30 m           | 5 de Agosto | [ 17 ]  |
| 1500 m masculino              | Semifinal                | Abel Kipsang                                                                  | KEN Quênia         | 3:31.65           | 5 de Agosto | [ 18 ]  |
| 1500 m feminino               | Final                    | Faith Kipyegon                                                                | KEN Quênia         | 3:53.11           | 6 de Agosto | [ 19 ]  |
| 1500 m masculino              | Final                    | Jakob Ingebrigtsen                                                            | NOR Noruega        | 3:28.32           | 7 de Agosto | [ 20 ]  |

## Canoagem
| Evento               | Rodada           | Atleta                                                    | CON                | Tempo    | Data        | Recorde |
| -------------------- | ---------------- | --------------------------------------------------------- | ------------------ | -------- | ----------- | ------- |
| K-1 200 m feminino   | Semifinal        | Lisa Carrington                                           | NZL Nova Zelândia  | 38.127   | 3 de Agosto | [ 21 ]  |
| C-2 1000 m masculino | Semifinal        | Liu Hao Zheng Pengfei                                     | CHN China          | 3:27.023 | 3 de Agosto | [ 22 ]  |
| C-2 1000 m masculino | Semifinal        | Sebastian Brendel Tim Hecker                              | GER Alemanha       | 3:26.812 | 3 de Agosto | [ 23 ]  |
| K-1 1000 m masculino | Semifinal        | Bálint Kopasz                                             | HUN Hungria        | 3:24.558 | 3 de Agosto | [ 24 ]  |
| K-1 1000 m masculino | Semifinal        | Fernando Pimenta                                          | POR Portugal       | 3:22.942 | 3 de Agosto | [ 25 ]  |
| K-2 500 m feminino   | Semifinal        | Danuta Kozák Dóra Bodonyi                                 | HUN Hungria        | 1:37.912 | 3 de Agosto | [ 26 ]  |
| K-2 500 m feminino   | Semifinal        | Lisa Carrington Caitlin Regal                             | NZL Nova Zelândia  | 1:36.724 | 3 de Agosto | [ 27 ]  |
| K-1 200 m feminino   | Final            | Lisa Carrington                                           | NZL Nova Zelândia  | 38.120   | 3 de Agosto | [ 28 ]  |
| C-2 1000 m masculino | Final            | Serguey Torres Fernando Jorge                             | CUB Cuba           | 3:24.995 | 3 de Agosto | [ 29 ]  |
| K-1 1000 m masculino | Final            | Bálint Kopasz                                             | HUN Hungria        | 3:20.643 | 3 de Agosto | [ 30 ]  |
| K-2 500 m feminino   | Final            | Lisa Carrington Caitlin Regal                             | NZL Nova Zelândia  | 1:35.785 | 3 de Agosto | [ 31 ]  |
| K-1 200 m masculino  | Eliminatória     | Petter Menning                                            | SWE Suécia         | 34.698   | 4 de Agosto | [ 32 ]  |
| K-1 200 m masculino  | Eliminatória     | Kolos Csizmadia                                           | HUN Hungria        | 34.442   | 4 de Agosto | [ 33 ]  |
| C-1 200 m feminino   | Eliminatória     | Liudmyla Luzan                                            | UKR Ucrânia        | 45.571   | 4 de Agosto | [ 34 ]  |
| C-1 200 m feminino   | Eliminatória     | Nevin Harrison                                            | USA Estados Unidos | 44.938   | 4 de Agosto | [ 35 ]  |
| K-2 1000 m masculino | Eliminatória     | Jean van der Westhuyzen Thomas Green                      | AUS Austrália      | 3:08.773 | 4 de Agosto | [ 36 ]  |
| K-1 200 m masculino  | Quartas de Final | Liam Heath                                                | GBR Grã-Bretanha   | 33.985   | 4 de Agosto | [ 37 ]  |
| C-2 500 m feminino   | Eliminatória     | Xu Shixiao Sun Mengya                                     | CHN China          | 1:57.870 | 6 de Agosto | [ 38 ]  |
| K-4 500 m masculino  | Eliminatória     | Max Rendschmidt Ronald Rauhe Tom Liebscher Max Lemke      | GER Alemanha       | 1:21.890 | 6 de Agosto | [ 39 ]  |
| K-4 500 m masculino  | Eliminatória     | Saúl Craviotto Marcus Walz Carlos Arévalo Rodrigo Germade | ESP Espanha        | 1:21.658 | 6 de Agosto | [ 40 ]  |
| C-2 500 m feminino   | Eliminatória     | Xu Shixiao Sun Mengya                                     | CHN China          | 1:55.495 | 7 de Agosto | [ 41 ]  |

## Ciclismo de Pista
| Evento                            | Rodada          | Atleta                                                               | CON               | Tempo    | Data        | Recorde |
| --------------------------------- | --------------- | -------------------------------------------------------------------- | ----------------- | -------- | ----------- | ------- |
| Perseguição por equipes feminino  | Qualificação    | Franziska Brauße Lisa Brennauer Lisa Klein Mieke Kröger              | GER Alemanha      | 4:07.307 | 2 de Agosto | [ 42 ]  |
| Velocidade por equipes feminino   | Primeira rodada | Bao Shanju Zhong Tianshi                                             | CHN China         | 31.804   | 2 de Agosto | [ 43 ]  |
| Perseguição por equipes masculino | Qualificação    | Lasse Norman Hansen Niklas Larsen Frederik Rodenberg Rasmus Pedersen | DEN Dinamarca     | 3:45.014 | 2 de Agosto | [ 44 ]  |
| Perseguição por equipes feminino  | Primeira rodada | Katie Archibald Laura Kenny Neah Evans Josie Knight                  | GBR Grã-Bretanha  | 4:06.748 | 3 de Agosto | [ 45 ]  |
| Perseguição por equipes feminino  | Primeira rodada | Franziska Brauße Lisa Brennauer Lisa Klein Mieke Kröger              | GER Alemanha      | 4:06.159 | 3 de Agosto | [ 46 ]  |
| Velocidade por equipes masculino  | Qualificação    | Matthew Richardson Nathan Hart Matthew Glaetzer                      | AUS Austrália     | 42.371   | 3 de Agosto | [ 45 ]  |
| Velocidade por equipes masculino  | Qualificação    | Roy van den Berg Harrie Lavreysen Matthijs Büchli                    | NED Países Baixos | 42.134   | 3 de Agosto | [ 47 ]  |
| Perseguição por equipes masculino | Primeira rodada | Kelland O'Brien Sam Welsford Leigh Howard Luke Plapp                 | AUS Austrália     | 3:44.902 | 3 de Agosto | [ 45 ]  |
| Perseguição por equipes masculino | Primeira rodada | Simone Consonni Filippo Ganna Francesco Lamon Jonathan Milan         | ITA Itália        | 3:42.307 | 3 de Agosto | [ 48 ]  |
| Velocidade por equipes masculino  | Primeira rodada | Matthew Richardson Nathan Hart Matthew Glaetzer                      | AUS Austrália     | 42.103   | 3 de Agosto | [ 45 ]  |
| Velocidade por equipes masculino  | Primeira rodada | Jack Carlin Jason Kenny Ryan Owens                                   | GBR Grã-Bretanha  | 41.829   | 3 de Agosto | [ 45 ]  |
| Velocidade por equipes masculino  | Primeira rodada | Roy van den Berg Harrie Lavreysen Jeffrey Hoogland                   | NED Países Baixos | 41.431   | 3 de Agosto | [ 49 ]  |
| Perseguição por equipes feminino  | Final           | Franziska Brauße Lisa Brennauer Lisa Klein Mieke Kröger              | GER Alemanha      | 4:04.242 | 3 de Agosto | [ 50 ]  |
| Velocidade por equipes masculino  | Final           | Roy van den Berg Harrie Lavreysen Jeffrey Hoogland                   | NED Países Baixos | 41.369   | 3 de Agosto | [ 51 ]  |
| Velocidade masculino              | Qualificação    | Jeffrey Hoogland                                                     | NED Países Baixos | 9.215    | 4 de Agosto | [ 52 ]  |
| Perseguição por equipes masculino | Final           | Simone Consonni Filippo Ganna Francesco Lamon Jonathan Milan         | ITA Itália        | 3:42.032 | 4 de Agosto | [ 53 ]  |
| Velocidade feminino               | Qualificação    | Lea Friedrich                                                        | GER Alemanha      | 10.310   | 6 de Agosto | [ 54 ]  |

## Pentatlo Moderno
| Evento                     | Rodada       | Atleta              | CON                 | Tempo    | Data        | Recorde |
| -------------------------- | ------------ | ------------------- | ------------------- | -------- | ----------- | ------- |
| Pentatlo moderno feminino  | Natação      | Gulnaz Gubaydullina | ROC                 | 2:07.31  | 6 de Agosto | [ 55 ]  |
| Pentatlo moderno feminino  | Esgrima (RB) | Annika Schleu       | GER Alemanha        | 274 pts  | 6 de Agosto | [ 55 ]  |
| Pentatlo moderno feminino  | Laser run    | Laura Asadauskaitė  | LTU Lituânia        | 11:38.37 | 6 de Agosto | [ 55 ]  |
| Pentatlo moderno feminino  | Geral        | Kate French         | GBR Grã-Bretanha    | 1385 pts | 6 de Agosto | [ 55 ]  |
| Pentatlo moderno masculino | Natação      | Amro El Geziry      | USA Estados Unidos  | 1:52.96  | 7 de Agosto | [ 56 ]  |
| Pentatlo moderno masculino | Laser run    | Martin Vlach        | CZE República Checa | 10:30.13 | 7 de Agosto | [ 56 ]  |
| Pentatlo moderno masculino | Geral        | Joe Choong          | GBR Grã-Bretanha    | 1482 pts | 7 de Agosto | [ 56 ]  |

## Remo
No remo não há recordes mundiais devido à enorme variabilidade que as condições meteorológicas podem influenciar nos tempos dos atletas. Ao invés disso, existem os melhores tempos do mundo, que são definidos ao longo da distância internacional de remo de 2.000m.
| Evento                     | Rodada       | Atleta | CON               | Tempo   | Data        | Recorde |
| -------------------------- | ------------ | --- | ----------------- | ------- | ----------- | ------- |
| Skiff duplo masculino      | Eliminatória | Hugo Boucheron Matthieu Androdias | FRA França        | 6:10.45 | 23 de Julho | OB      |
| Skiff duplo masculino      | Eliminatória | Melvin Twellaar Stef Broenink | NED Países Baixos | 6:08.38 | 23 de Julho | OB      |
| Quatro sem feminino        | Eliminatória | Ellen Hogerwerf Karolien Florijn Ymkje Clevering Veronique Meester                                                                                        | NED Países Baixos | 6:33.47 | 24 de Julho | OB      |
| Quatro sem feminino        | Eliminatória | Lucy Stephan Rosemary Popa Jessica Morrison Annabelle McIntyre                                                                                            | AUS Austrália     | 6:28.76 | 24 de Julho | OB      |
| Skiff duplo feminino       | Final        | Nicoleta-Ancuța Bodnar Simona Radiș | ROU Romênia       | 6:41.03 | 28 de Julho | OB      |
| Skiff duplo masculino      | Final        | Hugo Boucheron Matthieu Androdias | FRA França        | 6:00.33 | 28 de Julho | OB      |
| Quatro sem feminino        | Final        | Lucy Stephan Rosemary Popa Jessica Morrison Annabelle McIntyre                                                                                            | AUS Austrália     | 6:15.37 | 28 de Julho | OB]     |
| Quatro sem masculino       | Final        | Alexander Purnell Spencer Turrin Jack Hargreaves Alexander Hill                                                                                           | AUS Austrália     | 5:42.76 | 28 de Julho | OB      |
| Skiff quádruplo masculino  | Final        | Dirk Uittenbogaard Abe Wiersma Tone Wieten Koen Metsemakers                                                                                               | NED Países Baixos | 5:32.03 | 28 de Julho | WR      |
| Skiff quádruplo feminino   | Final        | Chen Yunxia Zhang Ling Lü Yang Cui Xiaotong | CHN China         | 6:05.13 | 28 de Julho | WR      |
| Skiff duplo leve masculino | Semifinal    | Jonathan Rommelmann Jason Osborne | GER Alemanha      | 6:07.33 | 28 de Julho | OB      |
| Skiff duplo leve masculino | Semifinal    | Fintan McCarthy Paul O'Donovan | IRL Irlanda       | 6:05.33 | 28 de Julho | WR      |
| Skiff duplo leve feminino  | Semifinal    | Emily Craig Imogen Grant | GBR Grã-Bretanha  | 6:41.99 | 28 de Julho | WR      |
| Skiff duplo leve feminino  | Semifinal    | Valentina Rodini Federica Cesarini | ITA Itália        | 6:41.36 | 28 de Julho | WR      |
| Dois sem feminino          | Semifinal    | Maria Kyridou Christina Bourmpou | GRE Grécia        | 6:48.70 | 28 de Julho | WR      |
| Dois sem feminino          | Semifinal    | Grace Prendergast Kerri Gowler | NZL Nova Zelândia | 6:47.41 | 28 de Julho | WR      |
| Oito com feminino          | Repescagem   | Maria-Magdalena Rusu Viviana Iuliana Bejinariu Georgiana Dedu Maria Tivodariu Ioana Vrînceanu Amalia Bereș Mădălina Bereș Denisa Tîlvescu Daniela Druncea | ROU Romênia       | 5:52.99 | 28 de Julho | WR      |
| Skiff simples feminino     | Final        | Emma Twigg | NZL Nova Zelândia | 7:13.97 | 30 de Julho | OB      |
| Skiff simples masculino    | Final        | Stefanos Ntouskos | GRE Grécia        | 6:40.45 | 30 de Julho | OB      |

## Tiro Esportivo
| Evento                                | Rodada       | Atleta                              | CON                 | Tempo | Data        | Recorde |
| ------------------------------------- | ------------ | ----------------------------------- | ------------------- | ----- | ----------- | ------- |
| Carabina de ar 10 m feminino          | Qualificação | Jeanette Hegg Duestad               | NOR Noruega         | 632.9 | 24 de Julho | [ 75 ]  |
| Carabina de ar 10 m feminino          | Final        | Yang Qian                           | CHN China           | 251.8 | 24 de Julho | [ 76 ]  |
| Pistola de ar 10 m masculino          | Final        | Javad Foroughi                      | IRI Irã             | 244.8 | 24 de Julho | [ 77 ]  |
| Pistola de ar 10 m feminino           | Qualificação | Jiang Ranxin                        | CHN China           | 587   | 25 de Julho | =       |
| Pistola de ar 10 m feminino           | Final        | Vitalina Batsarashkina              | ROC                 | 240.3 | 25 de Julho | [ 79 ]  |
| Carabina de ar 10 m masculino         | Qualificação | Yang Haoran                         | CHN China           | 632.7 | 25 de Julho | [ 80 ]  |
| Carabina de ar 10 m masculino         | Final        | William Shaner                      | USA Estados Unidos  | 251.6 | 25 de Julho | [ 81 ]  |
| Skeet feminino                        | Qualificação | Wei Meng                            | CHN China           | 124   | 26 de Julho | =       |
| Skeet masculino                       | Qualificação | Éric Delaunay                       | FRA França          | 124   | 26 de Julho | [ 83 ]  |
| Skeet masculino                       | Qualificação | Tammaro Cassandro                   | ITA Itália          | 124   | 26 de Julho | [ 83 ]  |
| Skeet feminino                        | Final        | Amber English                       | USA Estados Unidos  | 56    | 26 de Julho | [ 84 ]  |
| Skeet masculino                       | Final        | Vincent Hancock                     | USA Estados Unidos  | 59    | 26 de Julho | [ 85 ]  |
| Pistola de ar 10 m duplas mistas      | Qualificação | Manu Bhaker Saurabh Chaudhary       | IND Índia           | 582   | 27 de Julho | [ 86 ]  |
| Pistola de ar 10 m duplas mistas      | Qualificação | Yang Qian Yang Haoran               | CHN China           | 633.2 | 27 de Julho | [ 87 ]  |
| Fossa olímpica feminino               | Qualificação | Zuzana Rehák-Štefečeková            | SVK Eslováquia      | 125   | 29 de Julho | [ 88 ]  |
| Fossa olímpica feminino               | Final        | Zuzana Rehák-Štefečeková            | SVK Eslováquia      | 43    | 29 de Julho | [ 88 ]  |
| Fossa olímpica masculino              | Final        | Jiří Lipták                         | CZE República Checa | 43    | 29 de Julho | [ 89 ]  |
| Fossa olímpica masculino              | Final        | David Kostelecký                    | CZE República Checa | 43    | 29 de Julho | [ 89 ]  |
| Pistola 25 m feminino                 | Final        | Vitalina Batsarashkina              | ROC                 | 38    | 30 de Julho | [ 90 ]  |
| Pistola 25 m feminino                 | Final        | Kim Min-jung                        | KOR Coreia do Sul   | 38    | 30 de Julho | [ 90 ]  |
| Fossa olímpica duplas mistas          | Qualificação | Fátima Gálvez Alberto Fernández     | ESP Espanha         | 148   | 31 de Julho | [ 91 ]  |
| Fossa olímpica duplas mistas          | Qualificação | Alessandra Perilli Gian Marco Berti | SMR San Marino      | 148   | 31 de Julho | [ 91 ]  |
| Carabina três posições 50 m feminino  | Qualificação | Yulia Zykova                        | ROC                 | 1182  | 31 de Julho | [ 92 ]  |
| Carabina três posições 50 m feminino  | Final        | Nina Christen                       | SUI Suíça           | 463.9 | 31 de Julho | [ 92 ]  |
| Carabina três posições 50 m masculino | Final        | Zhang Changhong                     | CHN China           | 466.0 | 2 de Agosto | [ 93 ]  |

- Jiang Ranxin e Wei Meng não quebraram os recordes mundiais na qualificação para a pistola de ar 10m feminina ou para o skeet feminino, respectivamente, elas estabeleceram recordes olímpicos, uma vez que não haviam sido previamente estabelecidos.

## Escalada Esportiva
| Evento                 | Rodada       | Nome                | CON         | Tempo | Data        | Recorde |
| ---------------------- | ------------ | ------------------- | ----------- | ----- | ----------- | ------- |
| Masculino (velocidade) | Qualificação | Bassa Mawem         | FRA França  | 5.45  | 3 de Agosto | [ 94 ]  |
| Feminino (velocidade)  | Qualificação | Aleksandra Mirosław | POL Polônia | 6.97  | 4 de Agosto | [ 95 ]  |
| Feminino (velocidade)  | Final        | Aleksandra Mirosław | POL Polônia | 6.84  | 6 de Agosto | [ 96 ]  |

## Natação

### Masculino
| Evento                               | Rodada       | Nome                                                                                 | CON                | Tempo   | Data        | Recorde | Dia |
| ------------------------------------ | ------------ | ------------------------------------------------------------------------------------ | ------------------ | ------- | ----------- | ------- | --- |
| 800 m livre masculino                | Eliminatória | Mykhailo Romanchuk                                                                   | UKR Ucrânia        | 7:41.28 | 27 de Julho | [ 97 ]  | 4   |
| 200 m borboleta masculino            | Final        | Kristóf Milák                                                                        | HUN Hungria        | 1:51.25 | 28 de Julho | [ 98 ]  | 5   |
| 200 m peito masculino                | Final        | Zac Stubblety-Cook                                                                   | AUS Austrália      | 2:06.38 | 29 de Julho | [ 99 ]  | 6   |
| 100 m livre masculino                | Final        | Caeleb Dressel                                                                       | USA Estados Unidos | 47.02   | 29 de Julho | [ 100 ] | 6   |
| 100 m borboleta masculino            | Heats        | Caeleb Dressel                                                                       | USA Estados Unidos | 50.39   | 29 de Julho | =       | 6   |
| 100 m borboleta masculino            | Semifinal    | Kristóf Milák                                                                        | HUN Hungria        | 50.31   | 30 de Julho | [ 102 ] | 7   |
| 100 m borboleta masculino            | Semifinal    | Caeleb Dressel                                                                       | USA Estados Unidos | 49.71   | 30 de Julho | [ 103 ] | 7   |
| 200 m costas masculino               | Final        | Evgeny Rylov                                                                         | ROC                | 1:53.27 | 30 de Julho | [ 104 ] | 7   |
| 100 m borboleta masculino            | Final        | Caeleb Dressel                                                                       | USA Estados Unidos | 49.45   | 31 de Julho | [ 105 ] | 8   |
| 50 m livre masculino                 | Final        | Caeleb Dressel                                                                       | USA Estados Unidos | 21.07   | 1 de Agosto | [ 106 ] | 9   |
| Revezamento 4x100 m medley masculino | Final        | Ryan Murphy (52.31) Michael Andrew (58.49) Caeleb Dressel (49.03) Zach Apple (46.95) | USA Estados Unidos | 3:26.78 | 1 de Agosto | [ 107 ] | 9   |

### Feminino
| Evento                              | Rodada    | Nome                                                                                      | CON                | Tempo    | Data        | Recorde | Dia |
| ----------------------------------- | --------- | ----------------------------------------------------------------------------------------- | ------------------ | -------- | ----------- | ------- | --- |
| Revezamento 4x100 m livre feminino  | Final     | Bronte Campbell (53.01) Meg Harris (53.09) Emma McKeon (51.35) Cate Campbell (52.24)      | AUS Austrália      | 3:29.69  | 25 de Julho | [ 108 ] | 2   |
| 100 m livre feminino                | Final     | Sarah Sjöström                                                                            | SWE Suécia         | 52.62 r  | 25 de Julho | [a]     | 2   |
| 100 m costas feminino               | Heats     | Kylie Masse                                                                               | CAN Canadá         | 58.17    | 25 de Julho | [ 109 ] | 2   |
| 100 m costas feminino               | Heats     | Regan Smith                                                                               | USA Estados Unidos | 57.96    | 25 de Julho | [ 110 ] | 2   |
| 100 m costas feminino               | Heats     | Kaylee McKeown                                                                            | AUS Austrália      | 57.88    | 25 de Julho | [ 111 ] | 2   |
| 100 m peito feminino                | Heats     | Tatjana Schoenmaker                                                                       | RSA África do Sul  | 1:04.82  | 25 de Julho | [ 112 ] | 2   |
| 100 m costas feminino               | Semifinal | Regan Smith                                                                               | USA Estados Unidos | 57.86    | 26 de Julho | [ 113 ] | 3   |
| 1500 m livre feminino               | Heats     | Katie Ledecky                                                                             | USA Estados Unidos | 15:35.35 | 26 de Julho | [ 114 ] | 3   |
| 100 m costas feminino               | Final     | Kaylee McKeown                                                                            | AUS Austrália      | 57.47    | 27 de Julho | [ 115 ] | 4   |
| 200 m livre feminino                | Final     | Ariarne Titmus                                                                            | AUS Austrália      | 1:53.50  | 28 de Julho | [ 116 ] | 5   |
| 100 m livre feminino                | Heats     | Emma McKeon                                                                               | AUS Austrália      | 52.13    | 28 de Julho | [ 117 ] | 5   |
| 200 m peito feminino                | Heats     | Tatjana Schoenmaker                                                                       | RSA África do Sul  | 2:19.16  | 28 de Julho | [ 118 ] | 5   |
| 200 m borboleta feminino            | Final     | Zhang Yufei                                                                               | CHN China          | 2:03.86  | 29 de Julho | [ 119 ] | 6   |
| Revezamento 4x200 m livre feminino  | Final     | Yang Junxuan (1:54.37) Tang Muhan (1:55.00) Zhang Yufei (1:55.66) Li Bingjie (1:55.30)    | CHN China          | 7:40.33  | 29 de Julho | [ 120 ] | 6   |
| 200 m peito feminino                | Final     | Tatjana Schoenmaker                                                                       | RSA África do Sul  | 2:18.95  | 30 de Julho | [ 121 ] | 7   |
| 100 m livre feminino                | Final     | Emma McKeon                                                                               | AUS Austrália      | 51.96    | 30 de Julho | [ 122 ] | 7   |
| 50 m livre feminino                 | Heats     | Emma McKeon                                                                               | AUS Austrália      | 24.02    | 30 de Julho | [ 123 ] | 7   |
| 50 m livre feminino                 | Semifinal | Emma McKeon                                                                               | AUS Austrália      | 24.00    | 31 de Julho | [ 124 ] | 8   |
| 50 m livre feminino                 | Final     | Emma McKeon                                                                               | AUS Austrália      | 23.81    | 1 de Agosto | [ 125 ] | 9   |
| Revezamento 4x100 m medley feminino | Final     | Kaylee McKeown (58.01) Chelsea Hodges (1:05.57) Emma McKeon (55.91) Cate Campbell (52.11) | AUS Austrália      | 3:51.60  | 1 de Agosto | [ 126 ] | 9   |

- Todos os Recordes Mundiais () são consequentemente Recordes Olímpicos ().

### Misto
| Evento                           | Rodada       | Nome                                                                                | CON              | Tempo   | Data    | Recorde | Dia |
| -------------------------------- | ------------ | ----------------------------------------------------------------------------------- | ---------------- | ------- | ------- | ------- | --- |
| Revezamento 4x100 m medley misto | Eliminatória | Kathleen Dawson (58.50) Adam Peaty (57.08) James Guy (50.58) Freya Anderson (52.59) | GBR Grã-Bretanha | 3:38.75 | 29 July | [ 127 ] | 6   |
| Revezamento 4x100 m medley misto | Final        | Kathleen Dawson (58.80) Adam Peaty (56.78) James Guy (50.00) Anna Hopkin (52.00)    | GBR Grã-Bretanha | 3:37.58 | 31 July | [ 128 ] | 8   |

## Halterofilismo

### Masculino
| Evento                   | Rodada    | Nome                 | CON                      | Peso   | Data        | Recorde |
| ------------------------ | --------- | -------------------- | ------------------------ | ------ | ----------- | ------- |
| Até 61 kg masculino      | Arremesso | Li Fabin             | CHN China                | 172 kg | 25 de Julho | [ 129 ] |
| Até 61 kg masculino      | Total     | Li Fabin             | CHN China                | 313 kg | 25 de Julho | [ 129 ] |
| Até 67 kg masculino      | Arremesso | Chen Lijun           | CHN China                | 187 kg | 25 de Julho | [ 129 ] |
| Até 67 kg masculino      | Total     | Luis Javier Mosquera | COL Colômbia             | 331 kg | 25 de Julho | [ 129 ] |
| Até 67 kg masculino      | Total     | Chen Lijun           | CHN China                | 332 kg | 25 de Julho | [ 129 ] |
| Até 73 kg masculino      | Arranque  | Shi Zhiyong          | CHN China                | 163 kg | 28 de Julho | [ 130 ] |
| Até 73 kg masculino      | Arranque  | Shi Zhiyong          | CHN China                | 166 kg | 28 de Julho | [ 130 ] |
| Até 73 kg masculino      | Arremesso | Shi Zhiyong          | CHN China                | 198 kg | 28 de Julho | [ 130 ] |
| Até 73 kg masculino      | Total     | Shi Zhiyong          | CHN China                | 354 kg | 28 de Julho | [ 130 ] |
| Até 73 kg masculino      | Total     | Shi Zhiyong          | CHN China                | 364 kg | 28 de Julho | [ 130 ] |
| Até 81 kg masculino      | Arranque  | Lü Xiaojun           | CHN China                | 170 kg | 31 de Julho | [ 129 ] |
| Até 81 kg masculino      | Arremesso | Zacarías Bonnat      | DOM República Dominicana | 202 kg | 31 de Julho | [ 129 ] |
| Até 81 kg masculino      | Arremesso | Lü Xiaojun           | CHN China                | 204 kg | 31 de Julho | [ 129 ] |
| Até 81 kg masculino      | Total     | Lü Xiaojun           | CHN China                | 367 kg | 31 de Julho | [ 129 ] |
| Até 81 kg masculino      | Total     | Lü Xiaojun           | CHN China                | 374 kg | 31 de Julho | [ 129 ] |
| Até 96 kg masculino      | Arremesso | Fares El-Bakh        | QAT Catar                | 225 kg | 31 de Julho | [ 129 ] |
| Até 96 kg masculino      | Total     | Fares El-Bakh        | QAT Catar                | 402 kg | 31 de Julho | [ 129 ] |
| Até 109 kg masculino     | Arranque  | Simon Martirosyan    | ARM Armênia              | 195 kg | 3 de Agosto | [ 129 ] |
| Até 109 kg masculino     | Total     | Akbar Djuraev        | UZB Uzbequistão          | 420 kg | 3 de Agosto | [ 129 ] |
| Até 109 kg masculino     | Total     | Simon Martirosyan    | ARM Armênia              | 423 kg | 3 de Agosto | [ 129 ] |
| Até 109 kg masculino     | Arremesso | Akbar Djuraev        | UZB Uzbequistão          | 237 kg | 3 de Agosto | [ 129 ] |
| Até 109 kg masculino     | Total     | Akbar Djuraev        | UZB Uzbequistão          | 430 kg | 3 de Agosto | [ 129 ] |
| Mais de 109 kg masculino | Arranque  | Lasha Talakhadze     | GEO Geórgia              | 208 kg | 4 de Agosto | [ 129 ] |
| Mais de 109 kg masculino | Arranque  | Lasha Talakhadze     | GEO Geórgia              | 215 kg | 4 de Agosto | [ 129 ] |
| Mais de 109 kg masculino | Arranque  | Lasha Talakhadze     | GEO Geórgia              | 223 kg | 4 de Agosto | [ 129 ] |
| Mais de 109 kg masculino | Total     | Lasha Talakhadze     | GEO Geórgia              | 468 kg | 4 de Agosto | [ 129 ] |
| Mais de 109 kg masculino | Arremesso | Lasha Talakhadze     | GEO Geórgia              | 255 kg | 4 de Agosto | [ 129 ] |
| Mais de 109 kg masculino | Total     | Lasha Talakhadze     | GEO Geórgia              | 478 kg | 4 de Agosto | [ 129 ] |
| Mais de 109 kg masculino | Arremesso | Lasha Talakhadze     | GEO Geórgia              | 265 kg | 4 de Agosto | [ 129 ] |
| Mais de 109 kg masculino | Total     | Lasha Talakhadze     | GEO Geórgia              | 488 kg | 4 de Agosto | [ 129 ] |

### Feminino
| Evento                 | Rodada    | Nome                  | CON              | Peso   | Data     | Recorde |
| ---------------------- | --------- | --------------------- | ---------------- | ------ | -------- | ------- |
| Até 49 kg feminino     | Arranque  | Hou Zhihui            | CHN China        | 92 kg  | 24 July  | [ 131 ] |
| Até 49 kg feminino     | Arranque  | Hou Zhihui            | CHN China        | 94 kg  | 24 July  | [ 131 ] |
| Até 49 kg feminino     | Arremesso | Hou Zhihui            | CHN China        | 114 kg | 24 July  | [ 131 ] |
| Até 49 kg feminino     | Arremesso | Saikhom Mirabai Chanu | IND Índia        | 115 kg | 24 July  | [ 131 ] |
| Até 49 kg feminino     | Arremesso | Hou Zhihui            | CHN China        | 116 kg | 24 July  | [ 131 ] |
| Até 49 kg feminino     | Total     | Hou Zhihui            | CHN China        | 203 kg | 24 July  | [ 131 ] |
| Até 49 kg feminino     | Total     | Hou Zhihui            | CHN China        | 208 kg | 24 July  | [ 131 ] |
| Até 49 kg feminino     | Total     | Hou Zhihui            | CHN China        | 210 kg | 24 July  | [ 131 ] |
| Até 55 kg feminino     | Arranque  | Muattar Nabieva       | UZB Uzbequistão  | 98 kg  | 26 July  | [ 131 ] |
| Até 55 kg feminino     | Arremesso | Liao Qiuyun           | CHN China        | 123 kg | 26 July  | [ 131 ] |
| Até 55 kg feminino     | Arremesso | Hidilyn Diaz          | PHI Filipinas    | 124 kg | 26 July  | [ 131 ] |
| Até 55 kg feminino     | Arremesso | Liao Qiuyun           | CHN China        | 126 kg | 26 July  | [ 131 ] |
| Até 55 kg feminino     | Arremesso | Hidilyn Diaz          | PHI Filipinas    | 127 kg | 26 July  | [ 131 ] |
| Até 55 kg feminino     | Total     | Liao Qiuyun           | CHN China        | 220 kg | 26 July  | [ 131 ] |
| Até 55 kg feminino     | Total     | Hidilyn Diaz          | PHI Filipinas    | 221 kg | 26 July  | [ 131 ] |
| Até 55 kg feminino     | Total     | Liao Qiuyun           | CHN China        | 223 kg | 26 July  | [ 131 ] |
| Até 55 kg feminino     | Total     | Hidilyn Diaz          | PHI Filipinas    | 224 kg | 26 July  | [ 131 ] |
| Até 59 kg feminino     | Arranque  | Kuo Hsing-chun        | TPE Taipé Chinês | 103 kg | 27 July  | [ 131 ] |
| Até 59 kg feminino     | Arremesso | Kuo Hsing-chun        | TPE Taipé Chinês | 133 kg | 27 July  | [ 131 ] |
| Até 59 kg feminino     | Total     | Kuo Hsing-chun        | TPE Taipé Chinês | 236 kg | 27 July  | [ 131 ] |
| Mais de 87 kg feminino | Arranque  | Li Wenwen             | CHN China        | 140 kg | 2 August | [ 131 ] |
| Mais de 87 kg feminino | Arremesso | Li Wenwen             | CHN China        | 173 kg | 2 August | [ 131 ] |
| Mais de 87 kg feminino | Arremesso | Li Wenwen             | CHN China        | 180 kg | 2 August | [ 131 ] |
| Mais de 87 kg feminino | Total     | Li Wenwen             | CHN China        | 313 kg | 2 August | [ 131 ] |
| Mais de 87 kg feminino | Total     | Li Wenwen             | CHN China        | 320 kg | 2 August | [ 131 ] |

Legenda
| Recorde mundial      | Recorde mundial (World record)               |                       | Recorde africano                      | Recorde africano (African) |                                           | Q | Classificado por posição (Qualified) |
| Recorde olímpico     | Recorde olímpico (Olympic record)            | Recorde da América    | Recorde da América (Americas)         | q                          | Classificado por melhor tempo (Qualified) |   |                                      |
| Melhor marca do ano  | Melhor marca do ano (World leading)          | Recorde asiático      | Recorde asiático (Asian)              | DNS                        | Não largou (Did not start)                |   |                                      |
| Recorde nacional     | Recorde nacional (National record)           | Recorde europeu       | Recorde europeu (European)            | DNF                        | Não terminou (Did not finish)             |   |                                      |
| Recorde pessoal      | Recorde pessoal do atleta (Personal best)    | Recorde da Oceania    | Recorde da Oceania (Oceania)          | DSQ / DQ                   | Desclassificado (Disqualified)            |   |                                      |
| Recorde da temporada | Recorde da temporada do atleta (Season best) | Recorde sul-americano | Recorde sul-americano (South America) | NM                         | Sem marca (No mark)                       |   |                                      |

## Nota de Rodapé
1. ↑ Sjöström quebrou o recorde olímpico de 100 m livre feminino na final do Revezamento 4x100 m livre feminino.